# 反恐24小时 (游戏)
《反恐24小时》是改编自福克斯电视连续剧《24》的第三人称射击游戏。游戏由索尼电脑娱乐的康桥工作室开发，2K Games于PlayStation 2平台发行。游戏消息于2005年3月30日公布，2006年2月27日在北美首发。玩家在游戏中不同地点控制来自连续剧的不同角色。游戏的任务使用了第三人称射击、驾驶和益智游戏元素。游戏配乐由肖恩·卡勒里谱曲，剧本由Duppy Demetrius和连续剧制作团队编写。
《反恐24小时》广泛使用了电视连续剧中演员的配音和相貌，此外还有同一制作团队的剧本和乐谱。《反恐24小时》的演员与配音制作由Blindlight组织处理。游戏包含的事件设定于电视剧第二季和第三季情节之间的洛杉矶。故事有三个主要情节，其围绕着曾名彼得·马德森的角色杰克·鲍尔。虽然该游戏的评价褒贬不一，但其因剧本元素而获得英国电影和电视艺术学院奖提名。

## 游戏性
如同连续剧，游戏发生时间为24小时，并同样以每个钟头的开始与结束表示每个章节的始末。每个小时被分为三大类58个独立的任务。一些任务是基于目标的，另一些则有时间限制元素。每个任务都有满分为100的成绩，其决定于表现质量、完成目标数和射击精度等。玩家取得90分或以上，可得到某种需解锁的奖励功能，包括三部影片（游戏配音员的采访、电视宣传片）、98幅图片（主角的壁纸形图片）和23个角色（玩家可查看其3D模型）。
多数任务以第三人称射击形式发生，同时使用的还有遮罩系统。当角色在货箱等低高度物体的后面、或墙角于门框边缘时，他们可按下一个按钮，使用物体或边缘做掩护。另一个按钮允许各处的伙伴进入瞄准模式，当放开按键时他们将快速恢复遮罩。游戏还有隐蔽模式，玩家需要弯腰、轻声走步、躲在任何低物品后面，即尽可能的隐蔽并减少发声以被发觉。角色可以使用隐蔽模式潜行到敌人后方，通过攻击其脖子完成一次隐蔽击杀。
游戏包括手枪、自动武器和猎枪等一系列武器，以及不同类型的弹药。在游戏中弹药是有限的，尽管玩家可以收集更多的弹药，但武器也必须重新装载。游戏中有时会出现投降的敌人，并可以俘虏他们（带手铐）并收集其弹药。游戏中也会出现需要玩家营救平民，有时还会出现有生命条的敌人、车辆或是必须保护的伙伴对象。游戏有可以建起的生命包，还有挂在墙壁上的生命站。有时还可以得到或在关卡中找到护身甲。一个带有箭头的小型平视显示器雷达/地图会为玩家指示方向，红点岱庙敌人、绿点代表平民、黄星代表目标。
在第三人称和间或的其他类型的任务中，玩家可以使用一个PDA。玩家可通过PDA查看自己的物品清单（可对调任务线路的顺序），如果可能，还会出现区域的地图，此外还有帮助屏幕和所持武器清单及各武器信息。玩家通常拥有手机。在任务中有时会接到电话。一些任务包括以第一人称射击形式狙击。这类任务类似于在常规任务中使用狙击步枪，但不能切换到第三人称视角。
在几个任务中玩家控制一辆汽车。虽然游戏引擎同为第三人称模式，但这些人物以车辆为基础。这一般包括在一定时间内到达一定地点，通常是在前往重点的途中避开追兵。在车内不能使用武器。而PDA在此类关卡中亦不可用，地图则为城市地图。这些任务中有时会接到手机电话。

### 小游戏
《反恐24小时》的小游戏穿插在主线任务中，其类型为询问序列和电脑谜题。二者皆为单一的第三人称益智游戏，并独立于任务的时间以外。电脑益智包括迷宫谜题，玩家必须选择从起始框到终点框的彩色路线，有时还会有第二和第三个框，这需要绕过封锁和其他计算机功能。在字母序列谜题中，玩家将面对一系列随机字母，一对一对交换相邻的字母直至排到正确的顺序，这用于破译密码，如加密的文件或锁着的门。在颜色/符号匹配谜题中，一个随机光标穿过彩色方块的一段区域，玩家需安控制按钮来对应彩色的方块，受损网络中传输文件、建筑物红外扫描、区域雷达扫描和创建连通整个星球的网络。
小游戏审问包括玩家角色审讯嫌疑犯。一个模拟正弦波振荡的图表显示了嫌疑人的“压力水平”。玩家需要在积极、平静或中性中选择一种行动。这些行动将升高、降低或不改变其压力水平。图表上用水平线标记出了目标区段，玩家必须控制压力水平在这段区间内，以推进审问进行。图表旁的一个标记指示了如何推动审讯。玩家必须在规定的时间内成功审讯。

## 情节
反恐24小時發生在第二季和第三季的事件之間。與電視劇類似，它可以分為三個部分或章節。第一節圍繞對副總統吉姆·普雷斯科特的襲擊展開，第二節圍繞對反恐部隊 (CTU) 的襲擊展開。第三部分涵蓋重大恐怖襲擊和企圖獲得核武器。大量來自第二季和第三季的角色出現在反恐24小時中，每個角色都使用原演員的肖像和配音。回歸的主要角色包括傑克·鮑爾、金伯利·“金”·鮑爾、托尼·阿爾梅達、米歇爾·德斯勒、蔡斯·埃德蒙茲、大衛·帕爾默、麥克斯、凱特·華納、克洛伊·奧布萊恩和瑞恩·查佩爾，彼得·馬德森由克里斯蒂安·凱恩配音。
遊戲開始於傑克鮑爾在洛杉磯港口的一艘船外等候，恐怖分子將在供水處釋放蓖麻毒素炸彈。一名 CTU 團隊成員觸發警報，導致傑克和他的團隊沖進了這艘船，發現整艘船的船員都死在貨艙裡。他後來通過臥底特工蔡斯·埃德蒙茲得知了對副總統普雷斯科特的暗殺企圖。傑克挫敗了這次襲擊，他發現這次襲擊的幕後黑手是他過去的敵人彼得馬德森。
洛杉磯地鐵站的沙林毒氣襲擊將CTU特工引離其總部。在心煩意亂的同時，恐怖分子啟動了EMP，攻擊並佔領了CTU LA主樓，將工作人員扣為人質。恐怖分子處決了這些人質，包括數據分析師肖恩·沃克（Sean Walker），最終帶著被盜的硬盤逃跑。傑克遇到彼得·馬德森，後者綁架了傑克的女兒金鮑爾，迫使傑克為恐怖組織做“差事”。其中一項任務是潛入國家安全局大樓並為恐怖分子檢索機密數據。在臥底特工蔡斯·埃德蒙茲的幫助下，傑克設法找到並營救了金並找回了被盜的硬盤。
洛杉磯發生了一場大地震，由恐怖分子在焦點（斷層線相交的地方）引爆爆炸物引起。凱特·華納（Kate Warner）和州長詹姆斯·拉德福（James Radford）也被恐怖分子綁架，後者因暗殺而被綁架，但隨後被CTU營救。 CTU發現了一個涉及Radford在當天襲擊中的陰謀，Radford因試圖退出而被恐怖分子小組殺死。美國軍事基地和地震震中的萊斯克堡遭到恐怖分子的襲擊和占領，他們隨後開始竊取武器級钚，然後試圖將這些武器從美國走私到中東。凱特華納的父親被迫幫助恐怖分子，幫助他們用海關通行證走私武器。當馬德森試圖逃跑時，傑克最終殺死了馬德森，他用M-80突擊步槍射擊了他的快艇，導致它爆炸。他還射殺了麥克斯，麥克斯是第 2 季和遊戲事件的幕後黑手，他將凱特華納扣為人質，挽救了她的生命，但在這樣做的過程中，麥克斯設法在死前向杰克的腹部開了一槍。結果，蔡斯·埃德蒙茲乘坐直升機將傑克帶到了醫院。
《反恐24小时》设定于第二季和第三季情节之间。和电视连续剧类似，游戏分为三个部分或章节。第一部分是围绕副总裁吉姆·普雷斯科特的攻击、第二部分是包括了反恐单位（CTU）的攻击、第三部分包括一个重大恐怖袭击并尝试获得核武器。《反恐24小时》的许多角色都来自第二季和第三季，并使用了原演员的相貌和配音。主要角色包括杰克·鲍尔、金佰利·鲍尔、托尼·阿尔梅达、米歇尔·戴斯勒、蔡斯·埃德蒙兹、戴维·帕尔默、马克斯、凯特·华纳、和由Christian Kane配音的Ryan Chappelle与彼得·马德森。

## 开发
2005年3月30日，由索尼电脑娱乐欧洲和二十世纪福克斯达成的许可协议，《反恐24小时》将发行于PlayStation 2的消息公布，同时索尼电脑娱乐康桥工作室作为开发商的消息得到确认。公告介绍了游戏将如何设定于连续剧第二和第三季之间，回答了许多电视剧情节中没有答案的问题。还有消息包括游戏配有许多电视剧演员的配音和肖像。同时公布的还有游戏已决定由肖恩·卡勒谱曲，和一段已由杜比·德米特里和《24》制作团队合作编写的剧本。公告还称，电视连续剧的音效与声音将用于游戏中。和新闻稿一同的只有基弗·萨瑟兰描述一些情节和游戏元素的预告片。
游戏后来在2005年5月的E3游戏展上展出，其中展示了四个部分：一段第三人称枪战、审问、一台使用电脑的迷你游戏和驾驶场景。一些场景中还展示了过场动画。审问获得了一致好评，而驾驶部分则失望于其不佳的力学和物理现象。原先提出的100个任务最重只有58个收录于游戏中。在接受记者采访时，马克·格林称，游戏风格受到了《指环王：双塔奇兵》和《黑客帝国》的影响，而游戏性则受到了《詹姆斯邦德007：谁与争锋》和《特工风云》的影响。
游戏最初计划于2005年北半球秋季在全球发行，但最终延迟。游戏于2006年2月27日在北美发行，2006年3月17日在欧洲发行（爱尔兰赢圣帕特里克节于3月16日发行），2006年4月22日在澳大利亚发行。游戏的配乐由尼姆罗德工作室乐团演奏并于伦敦艾比路录音室录制，并在游戏发售后提供数字版下载。

## 评价
游戏得到媒体褒贬不一的评价；在评论汇总网站Metacritic53个评价中的到62%的平均分，在汇总网站GameRankings58个评价中得到64%的平均分。
Gamespy的Eduardo Vasconcellos称赞了游戏的情节和高质量的配音工作，但批评了“锯齿状”的画面导致角色渲染看着像“关闭了”。他还抱怨控制缺乏响应能力。“不连贯而别扭”的视角角度。一些敌人对玩家的动作反应迟钝。
一些取自连续剧的项目，如多视点屏幕（如包装盒所示）因展示实体的多个视点而非常流行。类似的还有使用剧集开始和结束的图像表示任务的始终。剧本通常认为是游戏的一个可取之处，虽然系列爱好者可能认为动机、观点和对坏人的推理的掩盖的不好。IGN特别将过场动画单列出来赞扬，称其精彩的利用了视角和紧密聚焦。游戏配音获得普遍赞扬。相比之下，设备、环境音效和特别提到的炮火声深受好评。
游戏力学因其相当糟糕而被特别提出。第三人称射击环节因其糟糕的视角管理，而使目标敌人感到“难以对付且不连贯”。因采取重复射击的姿态，或多次被枪杀后依然无视角色，这段环节的敌人人工智能得到了可预测且相当简单的描述。变种狙击手在这方面表现的更好。车辆部分也令人失望，物理现象和车辆的操作被评为差劣。车辆被形容为“缓慢而旧损”，而追捕也被描述为“无聊”。这段的AI得到了可预见且单纯的严厉批评，敌方的车辆也不考虑其自身的安全。益智游戏也获得了不佳的评价，并获得了“15色简单，20色可怕”的评价。与此相反的是审问很受欢迎，评论者认为这些场景的对话很有趣。